# Utvandrarna (film)
Utvandrarna är en svensk dramafilm från 1971 i regi av Jan Troell, baserad på Vilhelm Mobergs romaner Utvandrarna från 1949 och Invandrarna från 1952, de två första delarna i "Utvandrarserien". Filmen hade biopremiär i Sverige den 8 mars 1971. Handlingen följer huvudpersonerna Karl Oskar och Kristina, som tillsammans med sina barn och andra emigranter lämnar Sverige för att söka lyckan i det nya landet. 
Filmen följdes upp med Nybyggarna, med samma skådespelare och upphovsmakare, i februari 1972.

## Handling
Ljuders socken i Småland, i mitten av 1800-talet, fattigbygd i "Stenriket". Karl Oskar (Max von Sydow) och Kristina (Liv Ullmann) måste slita för att få ihop födan från sina steniga åkrar. De och andra i socknen har skäl att överväga utvandring till Amerika för att få ett bättre liv.
Efter flera svåra år tar Karl Oskar och Kristina beslutet att utvandra till Amerika. Tillsammans med grannar, vänner och barn ger de sig iväg på en lång resa med segelfartyg över Atlanten mot ett okänt öde i ett främmande land.
Väl framme i Amerika kämpar Karl Oskar och Kristina för att bygga upp ett nytt liv i den tuffa miljön. De ställs inför nya utmaningar och många prövningar, men de kämpar tappert och bygger så småningom upp en framgångsrik gård och en familj.

## Rollista
- Max von Sydow – Karl Oskar Nilsson[5]
- Liv Ullmann – Kristina Nilsson, Karl Oskars hustru
- Eddie Axberg – Robert Nilsson, Karl Oskars bror
- Pierre Lindstedt – Arvid, dräng
- Allan Edwall – Danjel, Kristinas morbror, frikyrkopredikant
- Monica Zetterlund – Ulrika i Västergöhl, f.d. sockenhora
- Hans Alfredson – Jonas Petter
- Aina Alfredsson – Märta, Karl Oskars mor
- Sven-Olof Bern – Nils, Karl Oskars far
- Gustaf Färingborg – Brusander, prost
- Åke Fridell – Aron på Nybacken
- Bruno Sörwing – Alexander Lönnegren, kronolänsman
- Arnold Alfredsson – kyrkvärd
- Ulla Smidje – Inga-Lena, Danjels hustru
- Eva-Lena Zetterlund – Elin, Ulrikas dotter
- Bror Englund – Måns Jakob
- Agneta Prytz – Fina Kajsa
- Halvar Björk – Anders Månsson, hennes son
- Erik Johansson – Lorentz, kapten
- Göran Lundin – förste styrman
- Peter Høimark – andre styrman
- Staffan Liljander – Landberg
- Tom C. Fouts – Jackson, pastor
- Birgitta "Ditte" Martinsson – barn
- Lasse Martinsson – barn
- Pelle Martinsson – barn
- Annika Nyhammar – barn
- Yvonne Oppstedt – barn
- Linn Ullmann – barn

## Om filmen

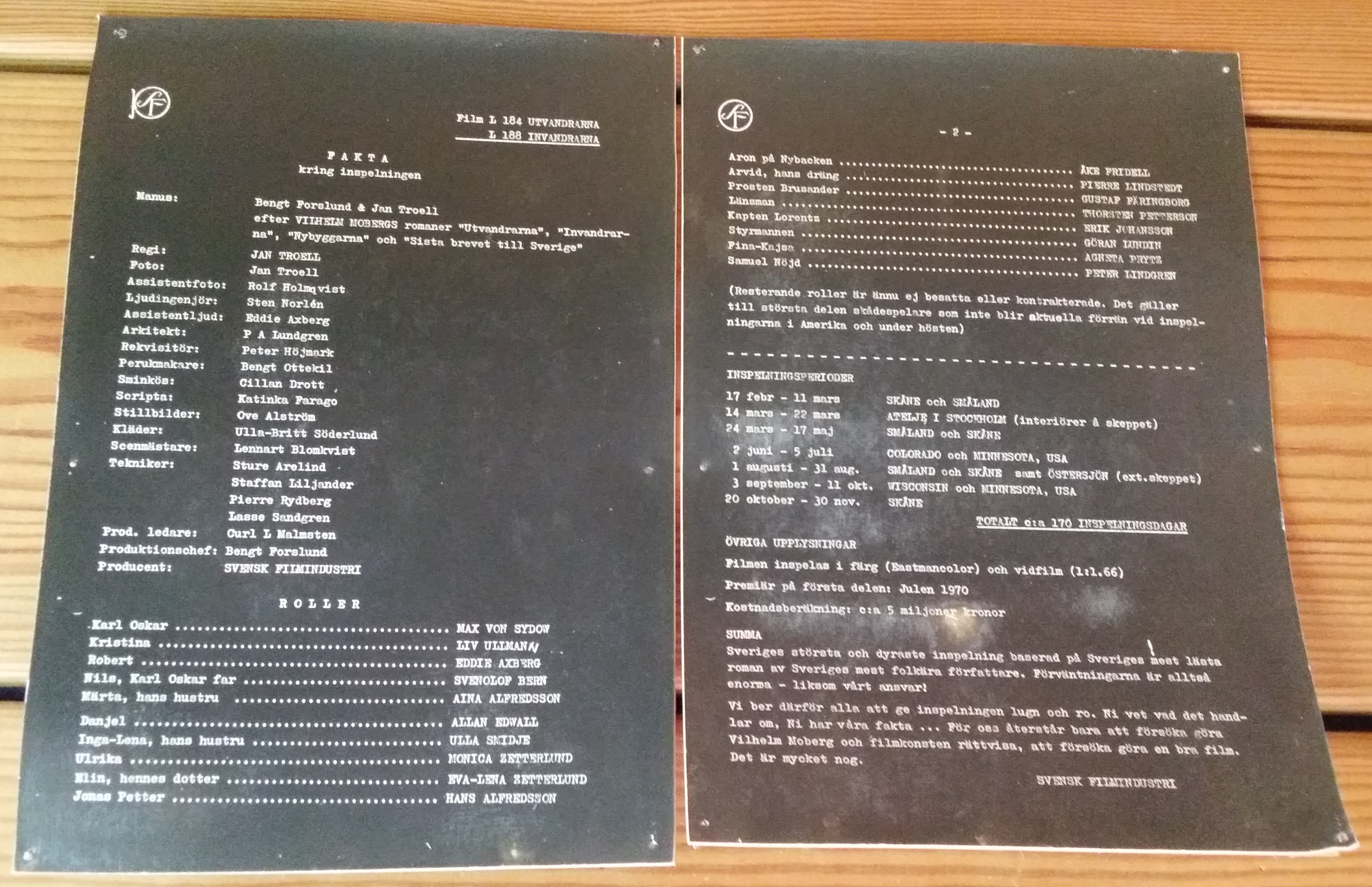
Fakta om filmen från Klasatorpet i Småland.

Inspelningarna påbörjades redan 1968. Sverigepremiären hölls den 8 mars 1971 på biografen Röda Kvarn i Stockholm.

## Utmärkelser
Vid Oscarsgalan 1972 blev Utvandrarna nominerad till Bästa utländska film. Vid Oscarsgalan 1973 nominerades filmen till följande fyra priser men vann ingen:
- Bästa kvinnliga skådespelare (Liv Ullmann)
- Bästa regissör (Jan Troell)
- Bästa film (Bengt Forslund)
- Bästa manus efter förlaga (Jan Troell, Bengt Forslund)

Vid Golden Globe Award 1972 vann man följande priser:
- Bästa utländska film (tillsammans med Nybyggarna (1972).)
- Bästa kvinnliga huvudroll – drama (Liv Ullmann)

1971 fick filmen en Guldbaggen för bästa film och vid Guldbaggegalan 1972 vann Eddie Axberg pris för Bästa manliga huvudroll (också för Nybyggarna (1972).) 
Utöver dessa priser har Utvandrarna fått Jussistatyetten för Bästa utländska filmskapare (Jan Troell, också för Nybyggarna (1972)) samt New York Film Critics Circle Awards för Bästa skådespelerska (Liv Ullmann, också för Viskningar och rop (1972).

## Filmmusik
Filmmusik i urval som förekommer i filmen:
- "Vår konung och vårt fosterland" i början av filmen, jämför 1940  års melodipsalmbok och två YouTube-klipp: "Utvandrarna The Emigrants Vilhelm Moberg 1971 1" (tidpunkt 8:23 i klippet) och "Utvandrarna revisited" (i början av klippet)
- "Stilla jag på dig vill akta" (Psalm 403), text Johan Olof Wallin till sannolik svensk melodi från 1697
- "Vi tacke dig" (Psalm 431), text Haquin Spegel, bearbetad av Johan Olof Wallin till musik av okänd kompositör
- "Oändlige, o Du vars hand" (Psalm 539), musik Burkhard Waldis, text Johan Olof Wallin
- "Du snöda värld, farväl!" (Psalm 550), musik Jakob Regnart,  text av okända tyska och svenska författare, bearbetad av Johan Olof Wallin
- "The Lost Soul", traditionell melodi